# Cadzand
 (septembre 2024).
Si vous disposez d'ouvrages ou d'articles de référence ou si vous connaissez des sites web de qualité traitant du thème abordé ici, merci de compléter l'article en donnant les références utiles à sa vérifiabilité et en les liant à la section « Notes et références ».
Cadzand (flamand occidental : Kezand) est un village situé à l'extrémité ouest de la Zélande, aux Pays-Bas. Ce village compte (en 2010) 790 habitants. Cadzand (y compris Cadzand-Bains) fait depuis 2003 partie de la commune de L'Écluse.

## Histoire
Le 9 novembre 1337, pendant la guerre de Cent Ans, l'île de Cadzand est l'enjeu d'une bataille navale.
Le 30 juillet 1794, l'ile de Cadzan est attaquée par les troupes françaises de la République.
Le 23 avril 1809 l'ile fut l'objet d'une infructueuse tentative de débarquement des troupes britanniques repoussée par les troupes françaises commandées par le général Antoine Alexandre Rousseaux.
Cadzand fut une commune indépendante jusqu'en 1970 ; en cette année, la commune a été rattachée à la commune d'Oostburg.

## Curiosités

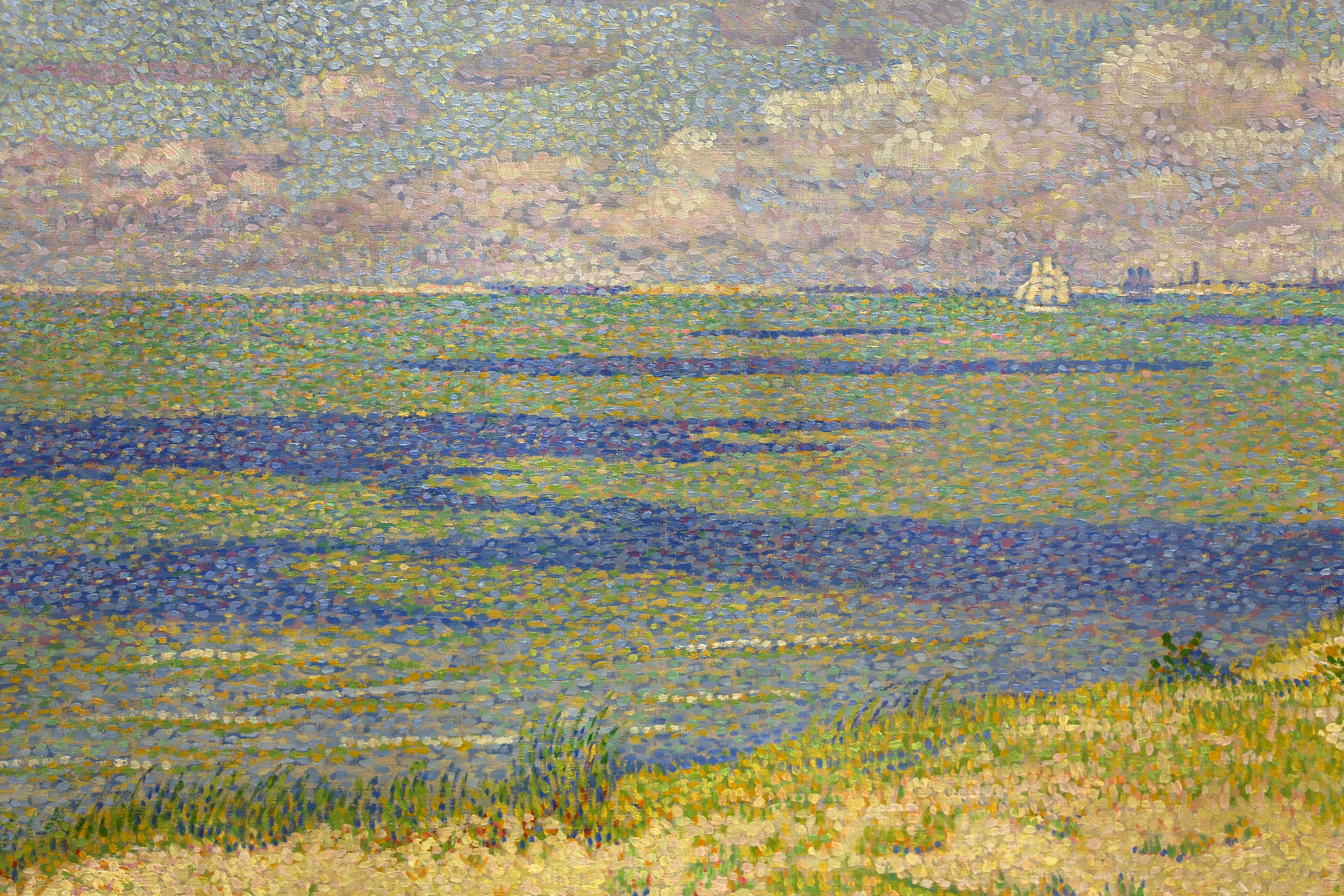
Dunes à Cadzand (vue sur l'Escaut)
Théo Van Rysselberghe, 1893
Musée d'Art de La Haye

L'église (Sainte-Marie) est une église-halle à deux nefs, construite en briques jaunes de Flandre. La nef sud fut vraisemblablement construite entre 1250 et 1300 ; la nef nord, entre 1300 et 1325. Elle est principalement de style gothique primitif, et plus spécifiquement gothique tournaisien. Les lourdes colonnes sont d'origine romane. L'église comportait un clocher haut et massif, dit tour Saint-Lambert, qui servait d'amer aux marins.
La paisible Cadzand-Village forme un contraste saisissant avec la touristique Cadzand-Bains.
La mer et la plage sont pour Cadzand des pôles d'attraction importants. Sur la plage, il arrive que la mobilisation d'anciennes couches de sable à la suite des modifications de l'écoulement résultant des travaux du plan Delta mette au jour des dents de requin ,,, fossiles. On y trouve aussi des coquilles fossiles de bivalves, ainsi que la Cardita planicosta, que l'on ne trouve qu'ici.

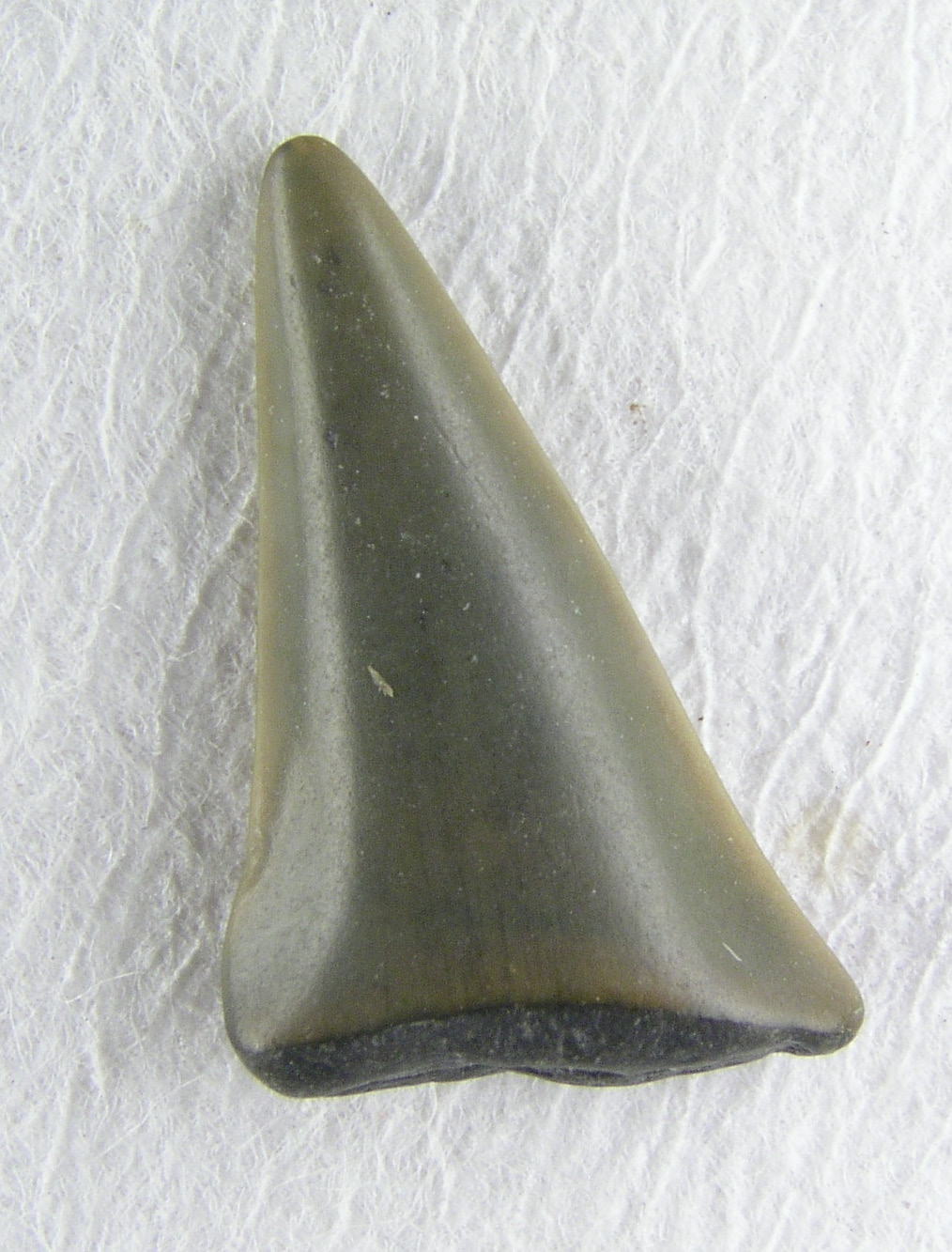
Dent de requin fossile, longueur 1,5 cm Cadzand 2005
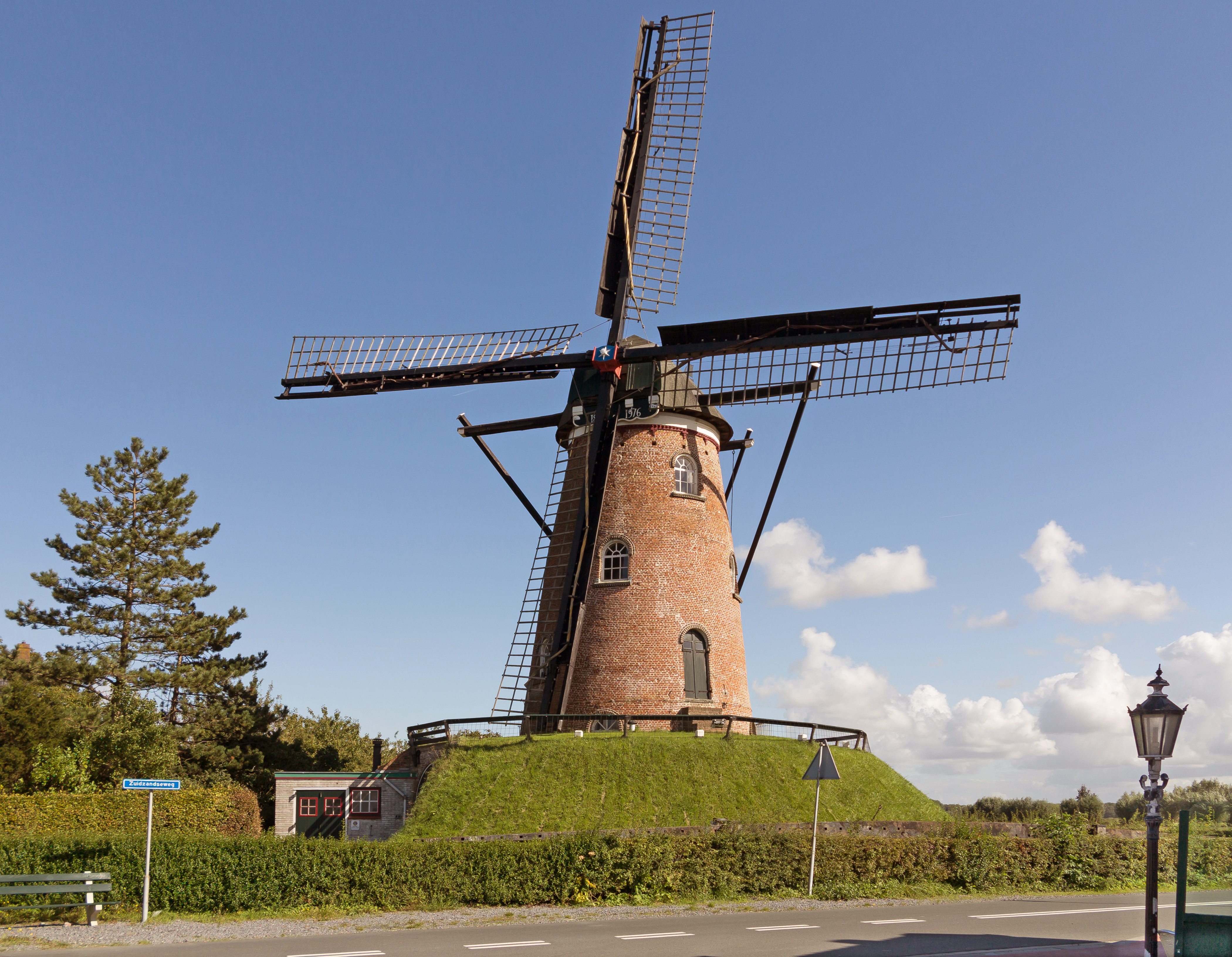
Le moulin "Sans pensée" de Cadzand
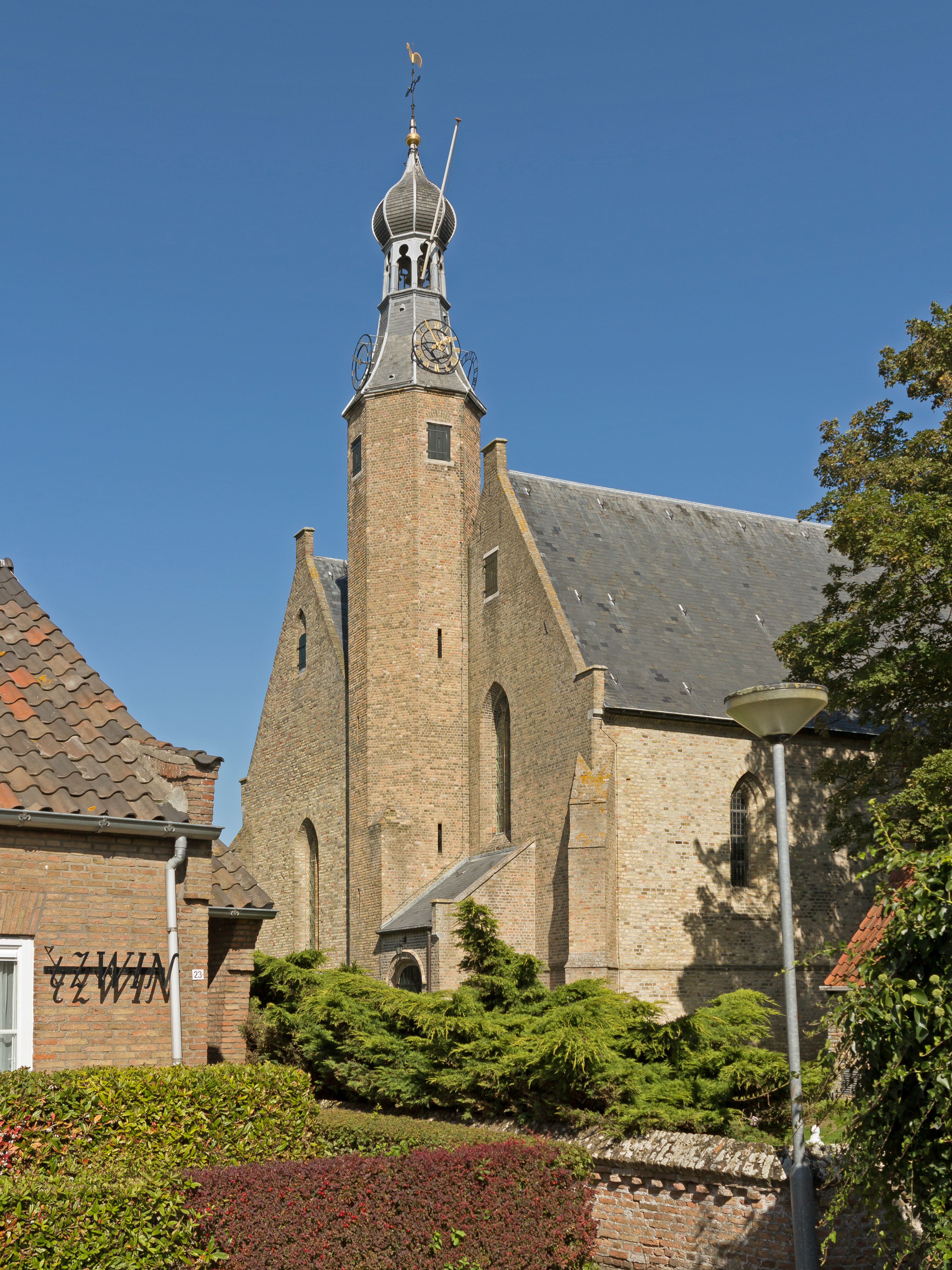
Église St Marie de Cadzand